# Selsingen
Selsingen település Németországban, azon belül Alsó-Szászország tartományban. Lakosainak száma 3642 fő (2023. december 31.).

## Népesség
A település népességének változása:
| Lakosok száma | 3689 | 3659 | 3607 | 3639 | 3654 | 3642 |
|               | 2016 | 2017 | 2019 | 2021 | 2022 | 2023 |